# Contea di Zhao
La contea di Zhao (赵县S, Zhào XiànP) è una contea della Cina, situata nella provincia di Hebei e amministrata dalla prefettura di Shijiazhuang.